# Булгаков (Ленинский район)
Булгаков — хутор в Ленинском районе Волгоградской области, в составе Покровского сельского поселения.

## История
Дата основания не установлена. Первоначально известен как хутор Легкодимов. В частности, под данным названием хутор отмечен на карте генштаба РККА 1941 года. Согласно списку населенных пунктов по Ленинскому району Нижневолжского края Нижневолжского краевого управления народно-хозяйственного учёта, на 1 января 1933 года хутор Легкодимов относился к Покровскому сельсовету. В составе того же сельсовета хутор Легкодимов указан в списках населённых пунктов за 1939 и 1945 годы. В справочнике административно-территориального деления на 1 июля 1968 года значится как Булгаков. Дата и причины переименования не установлены.

## География
Хутор расположен в пределах Волго-Ахтубинской поймы, являющейся частью Прикаспийской низменности, на левом берегу Волги (при Булгаковском затоне). Близ хутора имеются островки пойменного леса, расположен на высоте около 10 метров ниже уровня моря.
По автомобильным дорогам расстояние до областного центра города Волгограда составляет 71 км, до районного центра города Ленинск — 32 км, до административного центра сельского поселения села Покровка — 9,5 км. Ближайший населённый пункт посёлок Горная Поляна расположен в 1,2 км (по прямой) севернее Булгакова.
Часовой пояс
Булгаков, как и вся Волгоградская область, находится в часовой зоне МСК (московское время). Смещение применяемого времени относительно UTC составляет +3:00.

## Население
Динамика численности населения по годам:
| 1987 | 2002 | 2010 |
| ---- | ---- | ---- |
| ≈70  | 32   | 28   |